# Opony mózgowo-rdzeniowe

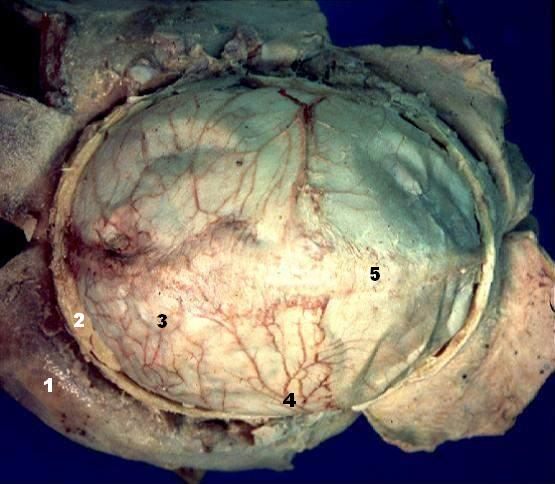
Widok z góry – stan po usunięciu sklepienia czaszki. 1. Skóra, 2. Kość czaszki, 3. Opona twarda, 4. Tętnica oponowa środkowa, 5. Zatoka strzałkowa górna

Opony mózgowo-rdzeniowe (łac. meninges l. poj. meninx) – błony zbudowane z tkanki łącznej zbitej otaczającej mózgowie oraz rdzeń kręgowy. Ich funkcją jest ochrona mózgowia przed urazami mechanicznymi, a płyn mózgowo-rdzeniowy znajdujący się między nimi pełni funkcje amortyzacyjne.
Zarówno mózgowie jak i rdzeń kręgowy są pokryte trzema oponami. Od zewnątrz:
- opona twarda – najgrubsza,
- opona pajęcza, pajęczynówka – zwykle przyrośnięta do opony twardej, chociaż w sytuacji patologicznej może powstać pomiędzy nimi przestrzeń podtwardówkowa,
- opona miękka – zrośnięta bezpośrednio z rdzeniem kręgowym i mózgowiem.

W wielu miejscach pajęczynówka łączy się z oponą miękką za pośrednictwem pasm i beleczek łącznotkankowych. W innych okolicach obie opony oddalają się od siebie, tworząc wypełnioną płynem mózgowo-rdzeniowym przestrzeń podpajęczynówkową.